# Man on the Moon
|  | For sangen indspillet af R.E.M. i 1992, se Man on the Moon (sang) |
Man on the Moon er en amerikansk biografisk film fra 1999 om komikeren Andy Kaufmann. Filmen blev instrueret af Miloš Forman og havde Jim Carrey, Danny DeVito, Courtney Love og Paul Giamatti i hovedrollerne. Filmen følger den aparte komiker og performancekunstner Andy Kaufmans liv og karriere fra slutningen af halvfjerdserne til midten af firserne. Man on the Moon blev ikke nogen økonomisk succes, men og huskes bedst for Jim Carreys portrættering af Andy Kaufman, for hvilken han i 2000 vandt en Golden Globe.

## Handling
Andy Kaufman (Jim Carrey), en ung entertainer, optræder i slutningen af halvfjerdserne på barer og klubber med forskellige indforståede sketches, der ikke ligefrem møder forståelse blandt publikum. Han møder manageren George Shapiro (Danny DeVito), der skaffer ham en rolle i hitserien Taxi. I samarbejde med sin manager og vennen Bob Zmuda (Paul Giamatti), bruger Kaufman sin popularitet fra Taxi til, at skabe en platform for banebrydende comedy og performancekunst. Kaufman skaber skandale i hele landet, bl.a. med sine ugentlige brydekampe med kvinder fra publikum, som han forinden har svinet til med mandschauvinistiske jokes og fornærmelser. Undervejs finder han sammen med kvinden Lynne Margulies (Courtney Love), der forsøger at få ham ned på jorden, men forgæves. Hans optræden fører til en fingeret fejde med den professionelle wrestler Jerry Lawler (spillet af ham selv), der under et show i Memphis, Tennessee brækker nakken på ham. Kort tid efter får Andy Kaufman konstateret uhelbredelig lungekræft og hans tv-serie Taxi tages af skærmen. Før sygdommen får bugt med ham, laver han et storslået show i Carnegie Hall, et ønske han har haft gennem hele livet. Ved showets afslutning inviterer han alle medlemmerne af publikum ud til mælk og kager, hans sidste gode gerning. Til sidst dør han af sin sygdom og til hans begravelse har han arrangeret en storskærm med sig selv i færd med at dirigerer begravelsen.

## Medvirkende
| Skuespiller        | Rolle                     |
| ------------------ | ------------------------- |
| Jim Carrey         | Andy Kaufman/Tony Clifton |
| Danny DeVito       | George Shapiro            |
| Courtney Love      | Lynne Margulies           |
| Paul Giamatti      | Bob Zmuda/Tony Clifton    |
| Vincent Schiavelli | Maynard Smith             |
| Gerry Becker       | Stanley Kaufman           |
| Jerry Lawler       | Ham selv                  |
| Leslie Lyles       | Janice Kaufman            |
| Peter Bonerz       | Ed. Weinberger            |
| George Shapiro     | Mr. Besserman             |
| Bob Zmuda          | Jack Burns                |

## Modtagelse
Man on the Moon fik en blandet modtagelse af kritikerne. Dog kaldte Entertainment Weekly Man on the Moon for årets film og på Rotten Tomatoes er filmen vurderet til toogtres procents friskhed. Den blev nomineret til en Golden Globe i kategorien for bedste film - musical eller komedie og Jim Carrey modtog sin anden Golden Globe for bedste skuespiller - musical eller komedie. En ting var anmelderne dog enige om; Jim Carreys portrættering af Andy Kaufman var fænomenal. Den finansielle side af sagen var dog langt fra en succes. Med et budget på $52 mio. og yderligere $20 mio. i udgifter til bl.a. marketing, blev Man on the Moon en økonomisk fiasko for Universal Studios med kun $47,5 mio. i indtjening ved salg af biografbilletter.

## Soundtrack
Soundtracket til filmen blev skrevet af rockbandet R.E.M., hvis sang Man on the Moon fra 1992 de oprindeligt skrev til ære for Andy Kaufman og som samtidig er baggrunden for titlen på filmen.